# Sawyer (Familienname)
Sawyer ist ein englischer Familienname.

## Namensträger
- Amos Sawyer (1945–2022), liberianischer Politiker, Präsident 1990 bis 1994
- Anthony Sawyer (* 1980), britischer Skeletonpilot
- Artemas Wyman Sawyer (1827–1907), US-amerikanischer Priester und Hochschullehrer
- Caroline M. Sawyer (1812–1894), US-amerikanische Schriftstellerin und Herausgeberin
- Charles H. Sawyer (1840–1908), US-amerikanischer Politiker (New Hampshire)
- Charles W. Sawyer (1887–1979), US-amerikanischer Politiker (Ohio)
- Chris Sawyer (* 1969), US-amerikanischer Computerspielentwickler
- Connie Sawyer (1912–2018), US-amerikanische Schauspielerin
- Daniel Sawyer (1882–1937), US-amerikanischer Golfspieler
- David H. Sawyer (1936–1995), US-amerikanischer Filmregisseur, Dokumentarfilmer und Politikberater
- Diane Sawyer (* 1945), US-amerikanische Journalistin und Moderatorin
- Elton Sawyer (* 1959), US-amerikanischer Automobilrennfahrer
- Eugene Sawyer (1934–2008), US-amerikanischer Politiker (Chicago)
- Frederick A. Sawyer (1822–1891), US-amerikanischer Politiker (South Carolina)
- Gary Sawyer (* 1985), englischer Fußballspieler
- Gertrude Sawyer, (1895–1996), US-amerikanische Architektin
- Gordon Sawyer (1905–1980), US-amerikanischer Tontechniker
- Grant Sawyer (1918–1996), US-amerikanischer Politiker (Nevada)
- Harold S. Sawyer (1920–2003), US-amerikanischer Politiker (Michigan)
- Ivy Sawyer (1898–1999), US-amerikanische Sängerin, Schauspielerin und Tänzerin
- Joan Sawyer, Filmregisseurin und -produzentin
- Joe Sawyer (Schauspieler) (1906–1982), kanadischer Schauspieler
- Joe Sawyer (Bobfahrer) (Joseph Sawyer; * 1966), US-amerikanischer Bobfahrer
- Joe Sawyer (Footballspieler) (* 1986), US-amerikanischer American-Football-Spieler
- Joe Sawyer (Filmeditor), Filmeditor
- John Sawyer (Unternehmer) (1925–2015), US-amerikanischer Agrar- und American-Football-Unternehmer
- John Sawyer (Footballspieler) (* 1953), US-amerikanischer American-Football-Spieler
- John G. Sawyer (John Gilbert Sawyer; 1825–1898), US-amerikanischer Politiker (New York)
- Joshua E. Sawyer (* 1975), US-amerikanischer Computerspieldesigner
- Kat Sawyer (* 1952), US-amerikanische Schauspielerin, Autorin, Malerin und Yoga-Lehrerin
- Kevin Sawyer (* 1974), kanadischer Eishockeyspieler
- Laura Sawyer (1885–1970), US-amerikanische Schauspielerin
- Lawrence Sawyer, Baron Sawyer (1943–2025), britischer Gewerkschafter und Politiker
- Lemuel Sawyer (1777–1852), US-amerikanischer Politiker (North Carolina)
- Lewis E. Sawyer (1867–1923), US-amerikanischer Politiker (Arkansas)
- Lindsay Sawyer, US-amerikanische Schauspielerin
- Peter H. Sawyer (1928–2018), britischer Historiker
- Philetus Sawyer (1816–1900), US-amerikanischer Politiker (Wisconsin)
- Philip Sawyer (* 1951), australischer Radrennfahrer
- Ralph D. Sawyer, US-amerikanischer Militärhistoriker
- Ray Sawyer (1937–2018), US-amerikanischer Musiker
- Reuben H. Sawyer (1866–1962), US-amerikanischer Geistlicher
- Robert J. Sawyer (* 1960), kanadischer Autor
- Roy Sawyer (1940–2021), englischer Fußballspieler
- Ruth Sawyer (1880–1970), US-amerikanische Schriftstellerin
- Ryan Sawyer (* 1976), US-amerikanischer Schlagzeuger
- Samuel Locke Sawyer (1813–1890), US-amerikanischer Politiker (Missouri)
- Samuel Tredwell Sawyer (1800–1865), US-amerikanischer Politiker (North Carolina)
- Shawn Sawyer (* 1985), kanadischer Eiskunstläufer
- Thomas C. Sawyer (1945–2023), US-amerikanischer Politiker (Ohio)
- Toby Sawyer (* 1969), britischer Schauspieler
- W. W. Sawyer (Walter Warwick Sawyer; 1911–2008), britischer Mathematikdidaktiker
- Walter Sawyer (* 2003), bahamaischer Fußballspieler
- Willard Sawyer (1808–1892), britischer Erfinder
- William Sawyer (Politiker) (1803–1877), US-amerikanischer Politiker (Ohio)
- William E. Sawyer (1850–1883), US-amerikanischer Elektroingenieur
- William James Sawyer (1870–1940), englischer Fußballtrainer

## Fiktive Personen
- Annie Sawyer aus der Fernsehserie Being Human, siehe Being Human (britische Fernsehserie) #Annie Sawyer
- Tom Sawyer aus Romanen von Mark Twain, siehe Die Abenteuer des Tom Sawyer
- Sawyer aus Lost (Fernsehserie)